# Somateria
Eiderii sunt rațe mari de mare din genul Somateria. Toate cele trei specii existente se reproduc în latitudinile mai reci ale emisferei nordice.

## Taxonomie
Genul Somateria a fost introdus în 1819 pentru a găzdui eiderul cu cap cenușiu de către zoologul englez William Leach⁠(d) într-un apendice la relatarea lui John Ross despre călătoria sa în căutarea Pasajului de Nord-Vest. Numele este derivat din greaca veche σῶμα: sōma „corp⁠(d)” și ἔριον: erion „lână”, referindu-se la puf.
Eiderul lui Steller (Polysticta stelleri) face parte dintr-un gen diferit, în ciuda numelui său.

## Specii
Genul conține trei specii.
| Mascul | Femelă | Denumire științifică | Nume comun           | Distribuție                                                       |
| ------ | ------ | -------------------- | -------------------- | ----------------------------------------------------------------- |
|        |        | S. mollissima        | eider                | coastele nordice ale Europei, Americii de Nord și Siberiei de Est |
|        |        | S. spectabilis       | eider cu cap cenușiu | nord-estul Europei, America de Nord și Asia                       |
|        |        | S. fischeri          | eider cu ochelari    | coastele din Alaska și nord-estul Siberiei                        |

Două specii nedescrise sunt cunoscute din fosile, una din rocile Oligocenului mijlociu din Kazahstan și alta din Miocenul târziu sau Pliocenul timpuriu din mina Lee Creek, Statele Unite. Este posibil ca prima să nu facă parte din acest gen.